# Forestburg (Dakota del Sud)
Forestburg è un census-designated place (CDP) degli Stati Uniti d'America della contea di Sanborn nello Stato del Dakota del Sud. La popolazione era di 73 abitanti al censimento del 2010.
La comunità è stata chiamata così per un tratto di foresta vicino al sito originale della città.

## Geografia fisica
Secondo lo United States Census Bureau, il CDP ha una superficie totale di 1,61 km², dei quali 1,56 km² di territorio e 0,05 km² di acque interne (3,37% del totale).

## Società

### Evoluzione demografica
Secondo il censimento del 2010, la popolazione era di 73 abitanti.

### Etnie e minoranze straniere
Secondo il censimento del 2010, la composizione etnica del CDP era formata dal 95,89% di bianchi, lo 0% di afroamericani, lo 0% di nativi americani, lo 0% di asiatici, lo 0% di oceanici, lo 0% di altre razze, e il 4,11% di due o più etnie. Ispanici o latinos di qualunque razza erano lo 0% della popolazione.